# .hk
.hk ist die länderspezifische Top-Level-Domain (ccTLD) Hongkongs. Sie wurde am 3. Januar 1990 eingeführt und wird von der Hong Kong Internet Registration Corporation verwaltet.

## Eigenschaften
Nach der Einführung musste zunächst schriftlich ein Bezugsrecht nachgewiesen werden, um eine .hk-Domain anzumelden. Erst seit 2004 können alle natürlichen und juristischen Personen eine .hk-Domain vollkommen frei registrieren, mittlerweile ist die Notwendigkeit eines Wohnsitzes oder einer Niederlassung entfallen. Allerdings müssen Privatpersonen bei der Anmeldung ihre Personalausweisnummer und ihr Geburtsdatum, Unternehmen ihre Handelsregister- und Umsatzsteuernummer angeben.
Seit dem Jahr 2010 ist die internationalisierte Top-Level-Domain .香港 verfügbar. Zusätzlich gibt es die Second-Level-Domains .com.hk (公司.hk), .org.hk (組織.hk), .net.hk (網絡.hk), .edu.hk (教育.hk) und .gov.hk (政府.hk) sowie .idv.hk (個人.hk). Die Unterstützung chinesischer Zeichen wurde auf der ICANN-Konferenz Mitte 2010 angekündigt und gleichzeitig mit .cn und .tw eingeführt, sodass der gesamte chinesische Sprachraum abgedeckt wurde.

## Bedeutung
Seit Jahren gehört .hk zu den beliebtesten Top-Level-Domains weltweit. Allerdings ist .hk auch für die Verbreitung von Internetkriminalität bekannt: Nach einer Analyse von McAfee aus dem Jahr 2008 wurde jede fünfte Website als bedenklich eingestuft. Auch im folgenden Jahr zählte .hk weiter zu den gefährlichsten Top-Level-Domains.
Im September 2008 erregten Berichte international Aufmerksamkeit, die Vergabestelle von .hk solle verstaatlicht werden.